# Alcanena
Alcanena – miejscowość w Portugalii, leżąca w dystrykcie Santarém, w regionie Centrum w podregionie Médio Tejo. Miejscowość jest siedzibą gminy o tej samej nazwie.

## Demografia
| Liczba ludności gminy Alcanena (1920–2011) | Liczba ludności gminy Alcanena (1920–2011) | Liczba ludności gminy Alcanena (1920–2011) | Liczba ludności gminy Alcanena (1920–2011) | Liczba ludności gminy Alcanena (1920–2011) | Liczba ludności gminy Alcanena (1920–2011) | Liczba ludności gminy Alcanena (1920–2011) | Liczba ludności gminy Alcanena (1920–2011) |
| ------------------------------------------ | ------------------------------------------ | ------------------------------------------ | ------------------------------------------ | ------------------------------------------ | ------------------------------------------ | ------------------------------------------ | ------------------------------------------ |
| 1920                                       | 1930                                       | 1960                                       | 1981                                       | 1991                                       | 2001                                       | 2004                                       | 2011                                       |
| 10 207                                     | 11 122                                     | 14 773                                     | 14 287                                     | 14 373                                     | 14 600                                     | 14 763                                     | 13 868                                     |

## Sołectwa
Sołectwa gminy Alcanena (ludność wg stanu na 2011 r.)
- Alcanena - 4131 osób
- Bugalhos - 1084 osoby
- Espinheiro - 553 osoby
- Louriceira - 583 osoby
- Malhou - 773 osoby
- Minde - 3293 osoby
- Moitas Venda - 866 osób
- Monsanto - 886 osób
- Serra de Santo António - 725 osób
- Vila Moreira - 974 osoby